# Bródy Lili
Bródy Lili, született Bródy Magdolna Leona Rebeka (Királyhelmec, 1906. május 6. – Budapest, 1962. október 24.) magyar költő, író, újságíró.

## Élete
Pályafutását bankhivatalnokként kezdte, majd 1926-ban a Pesti Napló belső munkatársaként kezdett újságírással foglalkozni. A 30-as években a nagyvárosi modern nő életét ábrázoló könnyed, szórakoztató regényei igen népszerűek voltak. A második világháború után a Magyar Nemzet munkatársa, illetve a Magyar Újságírók Országos Szövetségének tagja volt.
Sírja a Kozma utcai izraelita temetőben található (5. parcella, 15. sor, 9. sír).

## Családja
Zsidó családban született, Dr. Bródy Kálmán (Börvely, 1864. – Sátoraljaújhely, 1927. május 20.) ügyvéd és Kohn Gizella (Késmárk, 1875. október 21. – 1955.) lánya. Szülei 1925-ben elváltak. Testvére Bródy Ervin (1909–1997) irodalomtörténész, egyetemi professzor, asztaliteniszező volt. Apai nagyszülei Bródy Mózsi és Farkas Rebeka, anyai nagyszülei Kohn Ede miskolci nagykereskedő és Glücksman Ernesztina voltak. Édesanyja öccsének, Izidornak lánya Kende Klára (írói nevén Claire Kenneth).
Első férje Szántó Rudolf [Rezső] (Budapest, 1899. január 12. – 1943) író, újságíró, műfordító volt, akivel 1933. március 23-án Budapesten kötött házasságot. 1937-ben elváltak. Második férjével, dr. Keményffy János Ádám (1905. október 13. – Budapest, 1946. március 9.) magánhivatalnokkal, dr. Keményffy Gyula főorvos és Schermann Etelka fiával 1937. szeptember 11-én Budapesten házasodott össze. Lánya Keményffy Margit.

## Főbb művei
- A Manci. Regény; Athenaeum, Budapest, 1932
- A felesége tartja el; Athenaeum, Budapest, 1933
- Évek a mérsékelt égöv alatt. Versek; Athenaeum, Budapest, 1935
- Első ütem; Athenaeum, Budapest, 1937
- Fehér zászló; Athenaeum, Budapest, 1939
- A játék. Regény; Új Idők, Budapest, 1947

### Fordításai
- Vicki Baum: Helén doktorkisasszony (regény, Budapest, 1932; 2–5. kiadás, 1943; új átdolgozott kiadás, 1996)
- Balzac: A tours-i plébános (regény, Budapest, 1959)
- Arnold Bennett: Kisvárosi nagyasszonyok (regény, Budapest, 1960)